# Varianti dello shōgi
Nel corso dei secoli sono state sviluppate molte varianti dello shōgi, che vanno dai più grandi giochi della famiglia degli scacchi mai giocati ai più piccoli. Alcune di queste varianti sono ancora regolarmente giocate, sebbene nessuna sia così popolare come lo shōgi nella sua versione ufficiale.
La regola del paracadutaggio, spesso considerata la caratteristica più tipica dello shōgi, è assente in molte delle sue varianti, che quindi risultano più simili ad altre forme degli scacchi, con la scacchiera che diventa meno affollata quando i pezzi vengono catturati.

## Predecessori dello shōgi moderno
Alcune forme di scacchi avevano quasi certamente raggiunto il Giappone nel IX secolo, se non prima, ma la più antica descrizione giapponese rinvenuta delle regole degli scacchi risale all'inizio del XII secolo, durante il periodo Heian. Sfortunatamente, questa descrizione non fornisce abbastanza informazioni per poter giocare, ma ciò non ha impedito alle persone di provare a ricostruire questa prima forma di shōgi, che di solito viene chiamata heian shōgi (平安将棋). I movimenti dei pezzi erano come nel moderno shōgi, ma non vi erano né torre né alfiere. La scacchiera sembra essere di dimensioni 9×8 o 8×8. La disposizione dei pezzi è sconosciuta, ma si può ragionevolmente presumere che fosse la stessa del moderno shōgi (meno la torre e il vescovo, e meno un generale d'oro nel caso 8×8), ma probabilmente le pedine erano posizionate sulla seconda riga piuttosto che sulla terza. Si può presumere che il gioco fosse giocato senza paracadutaggio.
Nel XVI secolo il gioco aveva preso una forma più simile a quella moderna: era giocato su una tavola 9×9 con la stessa disposizione del moderno shōgi, tranne per il fatto che un pezzo in più (un elefante ubriaco) si trovava davanti al re. Questa variante è conosciuta come shō shōgi (小将棋), che significa "piccolo shōgi" (mentre attualmente una scacchiera 9×9 potrebbe non sembrare piccola, era la più piccola delle varianti principali dell'epoca). L'elefante ubriaco fu eliminato durante il regno dell'imperatore Go-Nara (1526-1557), e si presume che la regola del paracadutaggio sia stata introdotta all'incirca nello stesso periodo, dando origine allo shōgi come lo conosciamo oggi.

## Varianti di grandi dimensioni
Esistono diverse varianti di shōgi giocate su scacchiere più grandi di quella 9×9 tuttora usata. Queste varianti sono tutte piuttosto antiche e probabilmente sono state tutte giocate senza paracadutaggio. Michael C. Vanier afferma: "Si pensa che le varianti davvero enormi (daidai e oltre) non siano mai state giocate assiduamente [...] e siano state concepite semplicemente per permettere ai creatori di divertirsi inventando giochi enormi, stupendo i loro amici e confondendo i loro avversari. Tuttavia, i giochi fino a tenjiku shōgi sembrano abbastanza giocabili, supponendo di avere il tempo necessario."
Lo stesso documento del XII secolo che descrive la forma heian dello shōgi descrive anche una variante giocata su una tavola 13×13, che ora è chiamata heian dai shōgi (平安大将棋). Come nel più piccolo heian shōgi, le regole di questo gioco non sono state completamente preservate.
La variante più popolare con acacchiera più grande del normale è chiamata chū shōgi (中将棋), giocata su una tavola 12×12. Il nome significa shōgi di medie dimensioni. Chū shōgi è stato probabilmente definito nel XIV secolo; ci sono riferimenti precedenti, ma non è chiaro se si riferiscano al gioco come lo conosciamo ora. Chū shōgi è noto soprattutto per un pezzo molto potente chiamato leone, che si muove come un re ma due volte per turno. Il gioco era ancora comunemente giocato in Giappone all'inizio del XX secolo, ma ora è in gran parte scomparso. Ha tuttavia trovato alcuni appassionati in occidente. Il principale lavoro di riferimento in inglese è il Middle Shogi Manual di George Hodges.
Altre grandi varianti medievali dello shōgi erano wa shōgi (和将棋, shōgi dell'armonia, 11×11, forse giocato con il paracadutaggio), dai shōgi (大将棋, "grande shōgi", 15×15), tenjiku shōgi (天竺将棋, letteralmente "shōgi indiano", ma probabilmente inteso nel senso di "shōgi esotico", 16×16), daidai shōgi (大大将棋, "shōgi grandissimo", 17×17), maka daidai shōgi (摩訶大大将棋, "shōgi notevolmente grande", 19×19) e tai shōgi (泰将棋, "shōgi estremo", 25×25). Queste varianti risalgono almeno al XVII secolo. Si pensava che il tai shōgi fosse la variante di scacchi più grande del mondo, ma recentemente sono stati scoperti i resoconti di una variante ancora più grande, il taikyoku shōgi (大局将棋, "shōgi generale", 36×36). Tuttavia, non ci sono prove che qualcuno di loro fosse comunemente giocato a parte il dai shōgi. Mentre si sa che furono realizzati alcuni set per daidai shōgi, maka daidai shōgi e tai shōgi, sembra che fossero stati intesi più come pezzi da esposizione che per il gioco vero e proprio. Inoltre, le fonti che trattano le regole delle varianti più grandi tendono a non essere d'accordo su molte questioni particolari, comprese le mosse di alcuni pezzi, in modo tale che solo per chū shōgi e dai shōgi è ben noto quali fossero le regole storiche e alcune piccole lacune sorgono anche in queste ultime per alcune rare situazioni. Nei casi di wa shōgi e tenjiku shōgi, le regole storiche possono essere indovinate con una certa sicurezza, ma non sono affatto universalmente accettate tra i giocatori contemporanei.
La più recente variante a grande scacchiera è kō shōgi (廣将棋 "shōgi largo", 19×19), che si gioca su un tabellone da go e incorpora elementi degli scacchi cinesi . Kō shōgi è insolito per l'interdipendenza dei suoi pezzi e le complesse regole di promozione, ma allo stesso modo non ci sono prove che sia mai stato giocato.
Delle varianti storiche su grande scacchiera, solo wa (11×11), chū (12×12), tenjiku (16×16) e maka daidai shōgi (19×19) hanno guadagnato un seguito limitato oggi. Esiste una società per il chū shōgi in Giappone, nonché alcuni sforzi per rilanciare il maka daidai shogi, sebbene entrambi abbiano modificato leggermente le regole rispetto a quelle storiche - più significativamente per il maka daidai shōgi, a differenza del chū shōgi la cui antica popolarità è ancora nella memoria vivente. Il tenjiku shōgi ottenne un seguito occidentale intorno al volgere del millennio, sebbene non con le regole storiche.

## Varianti moderne
Queste sono alcune delle nuove e vecchie varianti di shōgi che sono state inventate.

### Piccole varianti
| Nome               | Dimensione della scacchiera | Pezzi ciascuno | Tipi di pezzi | Mosse diverse | Quando inventato               | Inventato da                        | Appunti |
| ------------------ | --------------------------- | -------------- | ------------- | ------------- | ------------------------------ | ----------------------------------- | --- |
| Saishō shōgi       | 1×1                         | 1 condiviso    | 1             | 1             | 2019                           | Francesco Fonseca, Italia           | L'unico pezzo condiviso è un cubo che si muove ruotando e rotolando. |
| Bushi shōgi        | 1×2                         | 1              | 1             | 1             | 2000?                          | Georg Dunkel, Finlandia             | I pezzi sono cubi e si muovono solo ruotando e rotolando. |
| Gufū shōgi         | 2×3                         | 1+2 condivisi  | 3             | 3             | 2000?                          | Georg Dunkel, Finlandia             | I giocatori hanno un re ciascuno e due pezzi condivisi. |
| Nana shōgi         | 3×3                         | 3              | 3             | 9             | 1998/2001                      | Georg Dunkel, Finlandia             | I pezzi sono cubi e la potenza e le mosse di ogni pezzo variano in base a quale dei suoi quattro lati è sollevato. Esistono due varianti minori delle regole di movimento dei pezzi.                                                                                         |
| 9-masu shōgi       | 3×3                         | vario          | 8             | 10            | 2016                           | Teruichi Aono                       | Utilizza 40 diverse combinazioni di pezzi e posizioni iniziali. La prima e l'ultima riga sono le zone di promozione. Tutte le altre regole sono le stesse dello shōgi tradizionale. Progettato per insegnare lo shōgi. Il suo nome in giapponese è ９マス将棋 kyūmasu shōgi. |
| Dōbutsu shōgi      | 3×4                         | 4              | 4             | 5             | recentemente?                  | Madoka Kitao                        | Gioco per bambini. Venduto anche come "Let's Catch the Lion!" |
| Shogi4             | 4×4                         | 5              | 5             | 7             | 2013                           | Oca Studios                         | Shōgi progettato per i bambini, rilasciato sotto il dominio pubblico; versione stampabile disponibile |
| Micro shōgi        | 4×5                         | 5              | 5             | 8             | moderno, prima del 1982        | Yyama Yasuharu?                     | I pezzi si alternano tra stato promosso e retrocesso dopo ogni mossa di cattura. |
| Shōgi di Kyōto     | 5×5                         | 5              | 5             | 8             | c. 1976                        | Tamiya Katsuya                      | |
| Mini shōgi         | 5×5                         | 6              | 6             | 8             | c. 1970                        | Shigenobu Kusumoto                  | Potrebbe averlo riscoperto invece di inventarlo. Relativamente popolare. |
| Goro goro shōgi    | 5×6                         | 8              | 4             | 4             |                                |                                     | La zona di promozione di ogni giocatore è composta dalle due file più lontane dal giocatore. Non ci sono pezzi a lungo raggio come torri e alfieri, anche se esiste una variante in cui ogni giocatore ha un cavaliere e una lancia.                                         |
| Shōgi di Judkins   | 6×6                         | 7              | 7             | 9             | prima dell'aprile 1998         | Paul Judkins, Norwich, Inghilterra  | |
| Shōgi delle balene | 6×6                         | 12             | 7             | 8             | 1981                           | R. Wayne Schmittberger, Stati Uniti | Tutti i pezzi prendono il nome da cetacei. |
| Tori shōgi         | 7×7                         | 16             | 7             | 9             | fine del XVIII secolo          | Toyota Genryu                       | Tutti i pezzi prendono il nome da uccelli uccelli. Una delle varianti di shōgi più popolari. |
| Yari shōgi         | 7×9                         | 14             | 5             | 8             | 1981                           | Christian Freeling, Paesi Bassi     | |
| Euroshōgi          | 8×8                         | 16             | 6             | 8             | 2000+                          | Vladimír Pribylinec, Slovacchia     | I pezzi sono due cubi colorati con simboli di scacchi. Una rotazione dell'uomo promuove l'unità o cambia il suo colore. |
| Heian shōgi        | 8×8 o 9×8                   | 16 o 18        | 6             | 6             | c. 1120 o prima; Periodo Heian |                                     | Una prima forma di shōgi. |

### Varianti di dimensioni standard
| Nome              | Dimensione della scacchiera | Pezzi ciascuno | Tipi di pezzi | Mosse diverse | Quando inventato | Inventato da                            | Appunti |
| ----------------- | --------------------------- | -------------- | ------------- | ------------- | ---------------- | --------------------------------------- | --- |
| Tobi shōgi        | 9×9                         | 9              | 1             | 1             |                  |                                         | I pezzi avversari possono essere saltati ma non mangiati. Lo scopo è entrare nell'area avversaria.                           |
| Hasami shōgi      | 9×9                         | 9 o 18         | 1             | 1             |                  |                                         | Come il ludus latrunculorum. Non molto simile allo shōgi.                                                                    |
| Shōgi della mano  | 9×9                         | 19             | 11            | 11            | inizio 1997      | John William Brown, Lewisville, Arizona | Inizia con 10 pezzi per lato.                                                                                                |
| Hon shōgi         | 9×9                         | 20             | 8             | 10            |                  |                                         | Shōgi standard. |
| Annan shōgi       | 9×9                         | 20             | 8             | 10            |                  |                                         | Una variante coreana dello shōgi standard in cui i pezzi ottengono il potere dei pezzi dietro di loro. Popolare in Giappone. |
| Unashōgi          | 9×9                         | 20             | 8             | 10            | 1994             | Edward Jackman                          | Inizia con tutti i pezzi in mano.                                                                                            |
| Shōgi massonico   | 9×9                         | 20             | 8             | 10            | 1987             | George R. Dekle, Sr.                    | File disposte come mattoni, mosse adattate; altrimenti come lo shōgi.                                                        |
| Shōgi del cannone | 9×9                         | 20             | 12            | 16            | Febbraio 1998    | Peter Michaelsen                        | Shogi con l'aggiunta di cannoni di tipo xiangqi.                                                                             |
| Shō shōgi         | 9×9                         | 21             | 9             | 11            | Periodo Kamakura |                                         | Antenato dello shōgi moderno.                                                                                                |
| Hexshōgi          | 85 celle                    | 20             | 8             | 10            | 1986             | George R. Dekle, Sr.                    | Celle esagonali, mosse adattate; altrimenti come lo shōgi.                                                                   |
| Trishōgi          | 9×10                        | 20             | 8             | 10            | 1987             | George R. Dekle, Sr.                    | Celle triangolari, mosse adattate; altrimenti come lo shōgi.                                                                 |

### Grandi varianti
| Nome                  | Dimensione della scacchiera                                | Pezzi ciascuno | Tipi di pezzi | Mosse diverse | Quando inventato                          | Prima menzione                | Inventato da            | Appunti |
| --------------------- | ---------------------------------------------------------- | -------------- | ------------- | ------------- | ----------------------------------------- | ----------------------------- | ----------------------- | --- |
| Kawanakajima shōgi    | 9×10                                                       | 16             | 7             | 7             | Periodo Meiji                             | Periodo Meiji                 |                         | Come xiangqi. |
| Seishin shōgi         | 9×9 con due triangoli di 9 caselle ciascuno alle estremità | 18             | 2             | 2             | 1894                                      | 1894                          |                         | |
| Okisaki shōgi         | 10×10                                                      | 22             | 9             | 11            | c. 1996                                   | c. 1996                       | Masayuki Nakayachi      | |
| Wa shōgi              | 11×11                                                      | 27             | 17            | 22            | XVII secolo; Periodo Edo                  | 1694 Shōgi Zushiki            |                         | Tutti i pezzi prendono il nome da animali. Occasionalmente giocato. |
| Chū shōgi             | 12×12                                                      | 46             | 21            | 28            | inizio del XIV secolo?; Periodo Muromachi | 1350 Yūgaku ōrai              |                         | Versione più piccola di dai shōgi con meno pezzi (eliminando quelli meno potenti) e diversa impostazione di avvio. La più popolare delle grandi varianti.                     |
| Heian dai shōgi       | 13×13                                                      | 34             | 13            | 14            | Periodo Heian                             | 1230 Nichūreki                |                         | |
| Shōgi della macadamia | 13×13                                                      | 48             | 26            | 37            | 2015                                      | 2015                          | HG Muller               | Versione più piccola di maka daidai shōgi con meno pezzi e impostazione di avvio diversa.                                                                                     |
| Shōgi delle noci      | 13×13                                                      | 50             | 25            | 38            | 2015                                      | 2015                          | HG Muller               | Versione più piccola di tenjiku shōgi con meno pezzi e impostazione di avvio diversa.                                                                                         |
| Shōgi degli anacardi  | 13×13                                                      | 54             | 35            | 37            | 2015                                      | 2015                          | HG Muller               | Versione più piccola di daidai shōgi con meno pezzi e impostazione di avvio diversa.                                                                                          |
| Dai shōgi             | 15×15                                                      | 65             | 29            | 36            | c. 1230; Periodo Kamakura                 | 1300 Futsū Shōdōshū           |                         | |
| Tenjiku shōgi         | 16×16                                                      | 76             | 36            | 43            | XV o XVI secolo; Periodo Muromachi        | 1694 Shōgi Zushiki            |                         | Versione ingrandita di chū shōgi con più pezzi (aggiungendo quelli ancora più potenti) e diversa impostazione di avvio. Una delle grandi varianti relativamente più popolari. |
| Daidai shōgi          | 17×17                                                      | 96             | 64            | 68            | XV secolo; Periodo Muromachi              | 1443 Shōgi Rokushu no Zushiki |                         | |
| Hishigata shōgi       | 19×19                                                      | 39             | 22            | 34            | c. 2005                                   | c. 2005                       | Sean Humby              | Maka daidai shōgi con meno pezzi e diversa impostazione di avvio. |
| Kō shōgi              | 19×19                                                      | 90             | 34            | 53            | fine del XVII secolo; Periodo Edo         | 1694 Shōgi Zushiki            | Ogyū Sorai (attribuito) | Basato in parte xiangqi e armi da fuoco e da lancio. |
| Maka daidai shōgi     | 19×19                                                      | 96             | 50            | 76            | XV secolo; Periodo Muromachi              | 1443 Shōgi Rokushu no Zushiki |                         | Occasionalmente giocato, anche se con regole modificate. |
| Tai shōgi             | 25×25                                                      | 177            | 93            | 101           | XV secolo; Periodo Muromachi              | 1443 Shōgi Rokushu no Zushiki |                         | |
| Taikyoku shōgi        | 36×36                                                      | 402            | 208           | 300           | Periodo Edo                               | 1694 Shōgi Zushiki            |                         | |

### Varianti multigiocatore
| Nome             | Giocatori | Dimensione della scacchiera | Pezzi ciascuno | Tipi di pezzi | Mosse diverse | Quando inventato | Inventato da      | Appunti |
| ---------------- | --------- | --------------------------- | -------------- | ------------- | ------------- | ---------------- | ----------------- | ------- |
| Sannin shōgi     | 3         | 7×7×7 esagonale             | 18             | 8             | 13            | c. 1930          | Tanigasaki Jisuke |         |
| Yonin shōgi      | 4         | 9×9                         | 9              | 5             | 6             | 1993             | Ota Mitsuyasu     |         |
| Shichikoku shōgi | 7         | 19×19                       | 17             | 10            | 10            |                  |                   |         |

### Varianti tridimensionali
| Nome           | Dimensione della scacchiera | Pezzi ciascuno | Tipi di pezzi | Mosse diverse | Quando inventato | Inventato da         | Appunti                                    |
| -------------- | --------------------------- | -------------- | ------------- | ------------- | ---------------- | -------------------- | ------------------------------------------ |
| Shōgi spaziale | 9×9×9                       | 20             | 8             | 10            | 1987             | George R. Dekle, Sr. | Shogi ortodosso in uno spazio di gioco 3D. |